# Puente Banegas
El puente Banegas es un puente viga de Bolivia, que cruza el río Grande en las tierras bajas del país. Administrativamente se encuentra entre los municipios de Cuatro Cañadas y Okinawa Uno, ubicados en las provincias de Ñuflo de Chaves y Warnes respectivamente, en el departamento de Santa Cruz. Con 1440 metros de longitud, el Puente Banegas es el puente más largo de Bolivia. Su construcción estuvo a cargo del consorcio surcoreano JV Hyundai-Byucksan, que comenzó obras en 2014 y finalizó en 2017, con un costo de 49,9 millones de USD. El puente forma parte de la Ruta Nacional 10, y conecta la zona de la Chiquitania al este, que se dedica a la ganadería, y la zona del norte integrado, cuyo fuerte es la producción de trigo, maíz, sorgo y soja.
El puente cuenta con un revestimiento pavimentado y con 200 metros de acceso, 100 en cada lado. Así mismo tiene 11 metros de ancho y es sustentado por pilotes o vigas de 50 metros de profundidad, con posibilidad de soportar camiones de hasta 45 toneladas de carga. Antes de su conclusión, el transporte a través del río se hacía sobre pontones, que encarecía los costos. A orillas de sus accesos se encuentran las localidades de Puerto Nuevo, en el oeste, y Puerto Pacay, en el este.